# Vicariat apostolique
Un vicariat apostolique est une forme de juridiction (circonscription ecclésiastique) dans l'Église catholique, établie dans les régions et pays qui n'ont pas encore de diocèse (et généralement en voie de christianisation). Il est donc essentiellement provisoire, même s'il peut durer pendant plus d'un siècle, mais il est établi en espérant que la région puisse engendrer un nombre suffisant de catholiques pour permettre l'érection d'un diocèse à part entière.

## Organisation
Un vicariat apostolique est dirigé par un vicaire apostolique, qui est également un évêque, titulaire ou émérite : par exemple, Louis Pelâtre est, à partir du 9 juillet 1992, évêque titulaire de Sasime et vicaire apostolique d’Istanbul ; l’un de ses successeurs au même poste, Lorenzo Piretto, est évêque émérite d’Izmir lorsqu’il devient vicaire apostolique, le 24 décembre 2020.
Bien que ce territoire puisse être classifié comme une Église locale, selon l'article 371.1 du code de droit canonique, la juridiction du vicaire apostolique est un exercice vicarial de la juridiction du pape, c'est-à-dire que le territoire vient directement de son autorité  en tant qu'« évêque universel », et il exerce son autorité à travers un vicaire ou un délégué. Ceci est différent de la juridiction d'un évêque diocésain, dont la juridiction dérive directement de son office.
Comme n'importe quelle juridiction territoriale ecclésiale, un vicariat apostolique peut être directement administré par l'évêque d'un diocèse voisin et même par un prêtre nommé temporairement à la fonction d'administrateur apostolique. Comme dans un diocèse bien développé, le vicaire apostolique peut nommer des prêtres pour exercer une juridiction limitée dans le vicariat apostolique.

## Aujourd'hui
Actuellement, les vicariats apostoliques sont tous situés en Asie, en Afrique et en Amérique, à l'exception du vicariat apostolique de Thessalonique, en Grèce et de celui d'Istanbul, en Turquie.

## Liste des vicariats apostoliques
On compte au 1er juillet 2022 82 vicariat apostoliques :
Afrique
- Alexandrie d'Égypte[2]
- Awasa (en)[3]
- Benghazi[4]
- Comores[5]
- Derna (en)[6]
- Donkorkrom (en)[7]
- Gambella (en)[8]
- Harar (en)[9]
- Hosanna (en)[10]
- Ingwavuma (en)[11]
- Isiolo (en)[12]
- Jimma–Bonga (en)[13]
- Makokou[14]
- Meki (en)[15]
- Mongo[16]
- Nekemte (en)[17]
- Rodrigues[18]
- Rundu (en)[19]
- Soddo (en)[20]
- Tripoli[21]

Amérique
- Aguarico[22]
- Aysén[23]
- Camiri[24]
- Caroní[25]
- Chaco Paraguayo[26]
- Darién[27]
- El Beni[28]
- El Petén[29]
- Esmeraldas[30]
- Galápagos[31]
- Guapi[32]
- Inírida[33]
- Iquitos[34]
- Izabal[35]
- Jaén au Pérou[36]
- Leticia[37]
- Méndez[38]
- Mitú[39]
- Napo[40]
- Ñuflo de Chávez[41]
- Pando[42]
- Pilcomayo[43]
- Pucallpa[44]
- Puerto Ayacucho[45]
- Puerto Carreño[46]
- Puerto Gaitán[47]
- Puerto Leguízamo-Solano[48]
- Puerto Maldonado[49]
- Puyo[50]
- Requena[51]
- Reyes[52]
- San Andrés y Providencia[53]
- San José de Amazonas[54]
- San Miguel de Sucumbíos[55]
- San Ramón[56]
- Tierradentro[57]
- Trinidad[58]
- Tucupita[59]
- Yurimaguas[60]
- Zamora[61]

Asie
- Alep[62]
- Anatolie[63]
- Arabie méridionale[64]
- Arabie septentrionale[65]
- Beyrouth[66]
- Bontoc-Lagawe (en)[67]
- Brunei[68]
- Calapan (en)[69]
- Jolo[70]
- Luang Prabang[71]
- Népal[72]
- Paksé[73]
- Phnom Penh[74]
- Puerto Princesa (en)[75]
- Quetta[76]
- San Jose in Mindoro (en)[77]
- Savannakhet[78]
- Tabuk (en)[79]
- Taytay (en)[80]
- Vientiane[81]

Europe
- Istanbul[82]
- Thessalonique[83]

## Source
(en) Gabriel Chow, « Catholic Dioceses in the World by Type : Apostolic Vicariates (82) » [« Diocèses catholiques dans le monde par type : les 82 vicariats apostoliques »], sur gcatholic.org (consulté le 14 juillet 2022)

### Articles liés
- Préfecture apostolique
- Liste des juridictions catholiques